# هیولای پول
هیولای پول (به انگلیسی: Money Monster) یک فیلم دراما و مهیج آمریکایی، به کارگردانی جودی فاستر و نویسندگی آلان دی فیور، جیم کوف و جیمی لیندن است. در این فیلم بازیگرانی همچون جولیا رابرتس، جرج کلونی، کتریونا بالف، جک اوکانل و دومینیک وست ایفای نقش می‌کنند. داستان فیلم دربارهٔ شخصیتی تلویزیونی به نام لی گیتس (جرج کلونی) است که توسط یکی از بینندگان برنامهٔ تلویزیونی خود به نام کایل بودوِل (جک اوکانل)، که تمام پولش را در طی برنامه مالی گیتس از دست داده بود، گروگان گرفته می‌شود.
فیلمبرداری این فیلم از ۲۷ فوریه ۲۰۱۵ در شهر نیویورک آغاز شده بود، و سپس توسط ترایستار پیکچرز در ۱۳ مه ۲۰۱۶ در ایالات متحده به نمایش درآمد.